# Лёгкая атлетика на летних Олимпийских играх 1904 — тройной прыжок
Соревнования по тройному прыжку среди мужчин на летних Олимпийских играх 1904 прошли 1 сентября. Приняли участие семь спортсменов из одной страны.

## Призёры
| Золото              | Серебро                | Бронза               |
| Майер Принштайн США | Фредерик Энглхардт США | Роберт Стэнглэнд США |

## Рекорды
| Мировой рекорд     | Официального рекорда не было до 30 мая 1911 года | —       |                |              |  |
| Олимпийский рекорд | Майер Принштайн (USA)                            | 14,47 м | Париж, Франция | 16 июля 1900 |  |

## Соревнование
| Место | Спортсмен                | Результат  |
| ----- | ------------------------ | ---------- |
| 1     | Майер Принштайн (USA)    | 14,34 м    |
| 2     | Фредерик Энглхардт (USA) | 13,90 м    |
| 3     | Роберт Стэнглэнд (USA)   | 13,36 м    |
| 4     | Джон Фулер (USA)         | 12,91 м    |
| 5     | Джордж ван Клиф (USA)    | Неизвестен |
| 6     | Джон Хэгерман (USA)      | Неизвестен |
| 7     | Сэмюэль Джонс (USA)      | Неизвестен |